# Диапенсия лапландская
Диапе́нсия лапла́ндская (лат. Diapénsia lappónica) — вид многолетних деревянистых растений рода Диапенсия (Diapensia) семейства Диапенсиевые (Diapensiaceae).

## Ботаническое описание

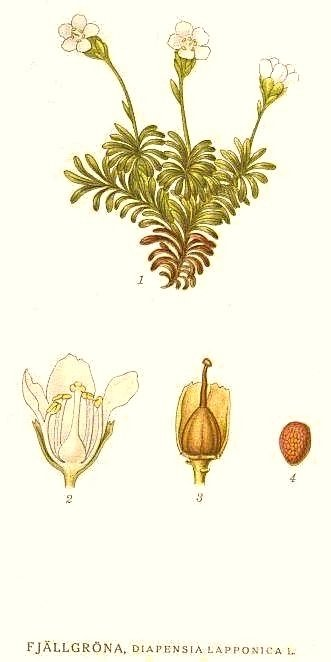

Кустарничек 5—10 см высотой, образует густые дерновинки.
Листья вечнозелёные, обратнояйцевидно-ланцетные, верхушка округлая.
Цветоножки 5—10(40) см высотой. Чашечка пятираздельная, доли тупые. Лепестки белые, обратнояйцевидные, до 10 мм длиной.
Плод — яйцевидная коробочка, до 4 мм длиной.